# الخدمات الحكومية الرقمية في العالم العربي

## مقدمة
الخدمات الحكومية الرقمية في العالم العربي تشير إلى استخدام تقنيات المعلومات والاتصالات (ICT) من قبل الحكومات العربية لتقديم الخدمات العامة بشكل إلكتروني للمواطنين، والمقيمين، وقطاع الأعمال. يهدف هذا التوجه إلى تحسين كفاءة الخدمات الحكومية، وزيادة الشفافية، وتسهيل الوصول إلى المعلومات، وتقليل البيروقراطية والفساد.

## النشأة والتطور
بدأت مبادرات التحول الرقمي في الدول العربية منذ أوائل الألفية الجديدة، مع تبني مفاهيم الحكومة الإلكترونية، تزامنًا مع النمو العالمي في استخدام الإنترنت. كانت الإمارات العربية المتحدة من أوائل الدول التي أطلقت مشاريع رقمية واسعة، وتلتها السعودية، قطر، البحرين، ودول أخرى. ومع تقدم التقنيات، توسع المفهوم إلى الحكومة الذكية التي تستفيد من الذكاء الاصطناعي والبيانات الضخمة في تحسين جودة الخدمات.

## المبادرات البارزة حسب الدولة

### الإمارات العربية المتحدة
تُعد من الدول الرائدة عالميًا في التحول الرقمي. أطلقت "الحكومة الذكية" في 2013، وتوفر العديد من الخدمات عبر منصات مثل: UAE PASS، و"دبي الآن"، ومنصة "تم" الاتحادية.

### المملكة العربية السعودية
ضمن رؤية السعودية 2030، اعتمدت السعودية التحول الرقمي كأحد المحاور الأساسية. من أهم المنصات: أبشر، توكلنا، نفاذ، ومنصة قوى، التي تتيح خدمات في مجالات الأمن، العمل، والصحة.

### قطر
أنشأت منصة "حكومي"، وهي بوابة موحدة تقدم خدمات إلكترونية متكاملة، وتشرف عليها وزارة الاتصالات وتكنولوجيا المعلومات ضمن إطار وطني للتحول الرقمي.

### البحرين
تقدم البحرين أكثر من 500 خدمة إلكترونية من خلال هيئة المعلومات والحكومة الإلكترونية، وحازت على مراكز متقدمة عالميًا في مؤشرات الأمم المتحدة للحكومة الرقمية.

### الكويت
أطلقت الكويت في 2021 تطبيق تطبيق سهل، وهو منصة موحدة تجمع أكثر من 25 جهة حكومية لتوفير خدمات مثل تجديد الإقامات، ودفع المخالفات، وغيرها.

### تونس والمغرب
ركزت تونس والمغرب على رقمنة الإجراءات الإدارية وتقديم خدمات إلكترونية مثل استخراج الوثائق الرسمية، والتسجيل في الخدمات الاجتماعية، وتسعى لتوسيع تغطية هذه الخدمات في المناطق الداخلية.

### الأردن
قامن الأردن بتقديم الخدمات الحكومية، حيث قامت بأتمتتة وتقديم خدمات الأحوال المدنية، اللإقامة والتأشيرات، وأكثر من 200 معاملة إلكترونية من خلال تطبيقات مثل تطبيق وزارة الداخلية، سند، وموقع الحكومة الإلكترونية

## التحديات
رغم التقدم، لا تزال هناك تحديات تواجه التحول الرقمي في العالم العربي، أبرزها:
- التفاوت في البنية التحتية الرقمية بين الدول.
- نقص الكفاءات البشرية المتخصصة في التحول الرقمي.
- ضعف الثقافة الرقمية لدى بعض شرائح المجتمع.
- التغطية المحدودة للخدمات في المناطق الريفية.
- المخاوف المتعلقة بأمن المعلومات والخصوصية.

## المؤشرات الدولية
تُصدر الأمم المتحدة كل عامين مؤشر تنمية الحكومة الإلكترونية (EGDI)، وتتصدر فيه عدة دول عربية التصنيفات الإقليمية:
- الإمارات: من بين الأعلى عالميًا.
- السعودية، قطر، البحرين: في الفئة "عالية جدًا".
- دول شمال إفريقيا: تقدُّم تدريجي في الترتيب العالمي.

## التوجهات المستقبلية
تركز معظم الخطط الاستراتيجية للدول العربية على:
- التحول الكامل إلى الهوية الرقمية.
- تطبيق الذكاء الاصطناعي في الخدمات الحكومية.
- أتمتة الإجراءات الحكومية الداخلية.
- تعزيز الشراكة مع القطاع الخاص.
- تصميم تجارب رقمية سهلة وسلسة للمستخدمين.